# Stefano Ghisolfi
Stefano Ghisolfi (Turín, 18 de febrero de 1993) es un deportista italiano que compite en escalada. Ganó una medalla de plata en el Campeonato Europeo de Escalada de 2015, en la clasificación combinada.

## Palmarés internacional
| Campeonato Europeo | Campeonato Europeo  | Campeonato Europeo | Campeonato Europeo |
| Año                | Lugar               | Medalla            | Prueba             |
| ------------------ | ------------------- | ------------------ | ------------------ |
| 2015               | Innsbruck (Austria) | Medalla de plata   | Combinada          |